# Насім Хамед
Насім Хамед (англ. Naseem Hamed, араб. نسيم حميد‎, 12 лютого 1974) — британський професійний боксер єменського походження, чемпіон світу в напівлегкій ваговій категорії за версіями WBO (1995—2000), IBF (1997), WBC (1999) та IBO (2002), чемпіон Європи за версією EBU (1994) в легшій вазі. За свою кар'єру виграв 16 боїв за титул чемпіона світу в напівлегкій вазі.

## Професійна кар'єра
У віці 18 років дебютував на професійному рингу. 11 травня 1994 року в дванадцятому бою завоював титул чемпіона Європи за версією EBU в легшій вазі. Провівши один захист, перейшов до другої легшої ваги, в якій здобув шість перемог.
30 вересня 1995 року зустрівся в бою з чемпіоном світу за версією WBO у напівлегкій вазі Стівом Робінсоном (Уельс), який до цього бою провів сім успішних захистів. Хамед відібрав звання чемпіона, нокаутувавши суперника у восьмому раунді. В наступних чотирьох боях переміг суперників нокаутами один раз в першому раунді, двічі в другому і лише багаторазового чемпіона світу Мануеля Медіну (Мексика) змусив капітулювати після одинадцятого раунду.
8 лютого 1997 року зустрівся в об'єднавчому бою з чемпіоном світу за версією IBF Томом Джонсоном (США), який до цього бою провів одинадцять успішних захистів. Хамед нокаутував суперника аперкотом у восьмому раунді.
Провівши два захиста титулів WBO і IBF, Хамед відмовився від IBF, залишивши один WBO, який захистив п'ять разів, у тому числі проти ексчемпіонів світу Кевіна Келлі (США), Вілфредо Васкеса (Пуерто-Рико), Вейна Маккалоу (Ірландія) і майбутнього чемпіона Пола Інгла (Велика Британія).
22 жовтня 1999 року зустрівся в об'єднавчому бою з чемпіоном світу за версією WBC Сезаром Сото (Мексика) і здобув перемогу одностайним рішенням, після чого невдовзі відмовився від титулу WBC. Провівши ще два захиста титулу WBO, Хамед у вересні 2000 року відмовився і від нього заради бою за вакантний титул IBO проти мексиканця Марко Антоніо Баррера. В бою, який відбувся 7 квітня 2001 року Баррера домінував з першого раунду і здобув перемогу одностайним рішенням, завдавши Хамеду єдину в кар'єрі поразку.